# Bisikon
Bisikon ist ein Dorf mit rund 400 Einwohnern der Gemeinde Illnau-Effretikon im Schweizer Kanton Zürich.
Die ländliche geprägte Ortschaft hat ein intaktes Dorfbild und besteht mehrheitlich aus Bauernhäusern aus dem 18. und 19. Jahrhundert. Die Erschliessung mit dem öffentlichen Verkehr erfolgt über die Buslinie Effretikon–Schwerzenbach.